# Ziemia ciechanowska

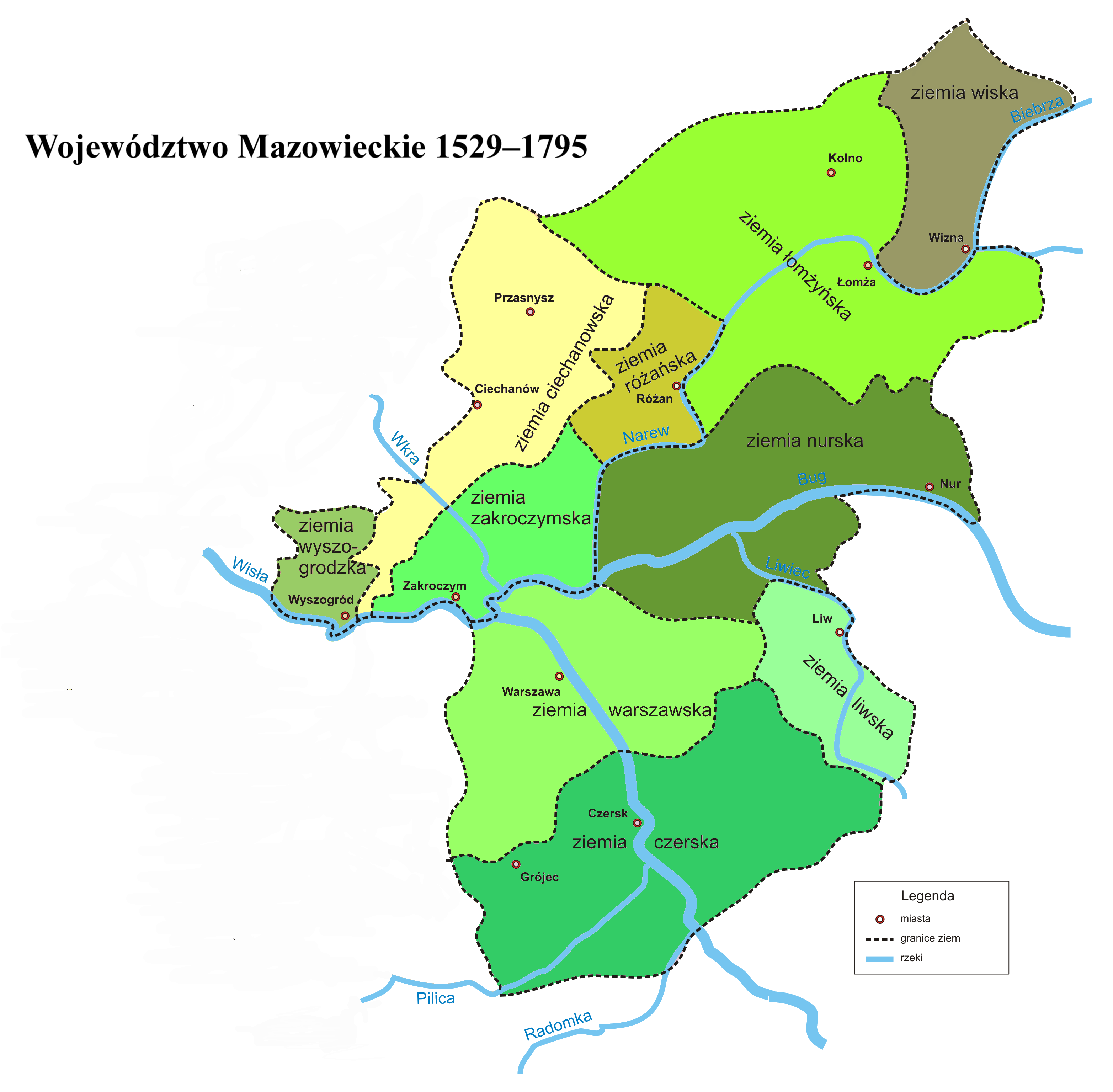
Ziemia ciechanowska jako część województwa mazowieckiego w latach 1529-1795

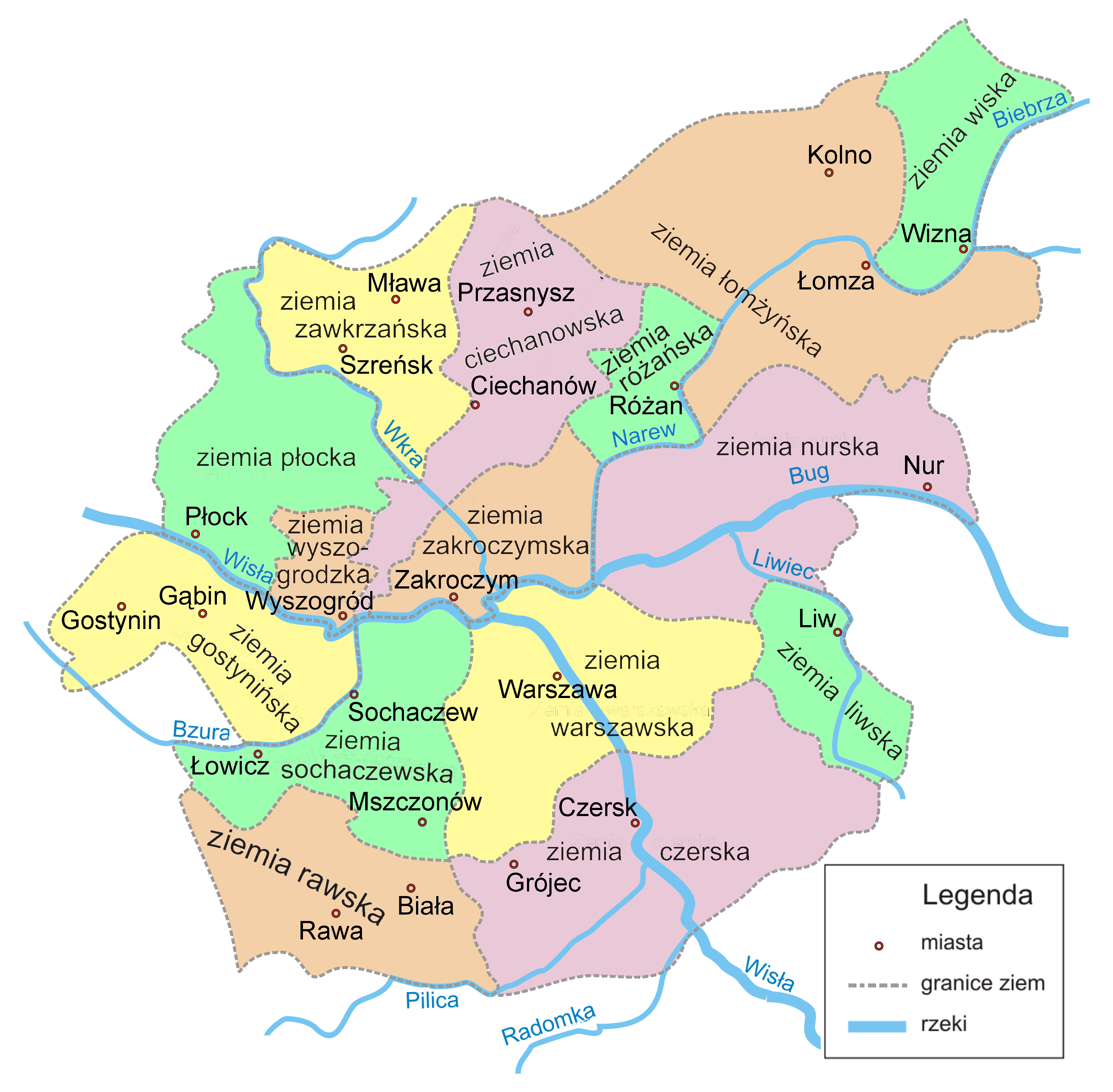
Ziemia ciechanowska i inne ziemie Mazowsza (XIII–XVIII w.)

Ziemia ciechanowska – ziemia województwa mazowieckiego po włączeniu Księstwa Mazowieckiego do Korony Królestwa Polskiego w 1526 roku, wcześniej ziemia Księstwa Mazowieckiego. Stolicą ziemi był Ciechanów.

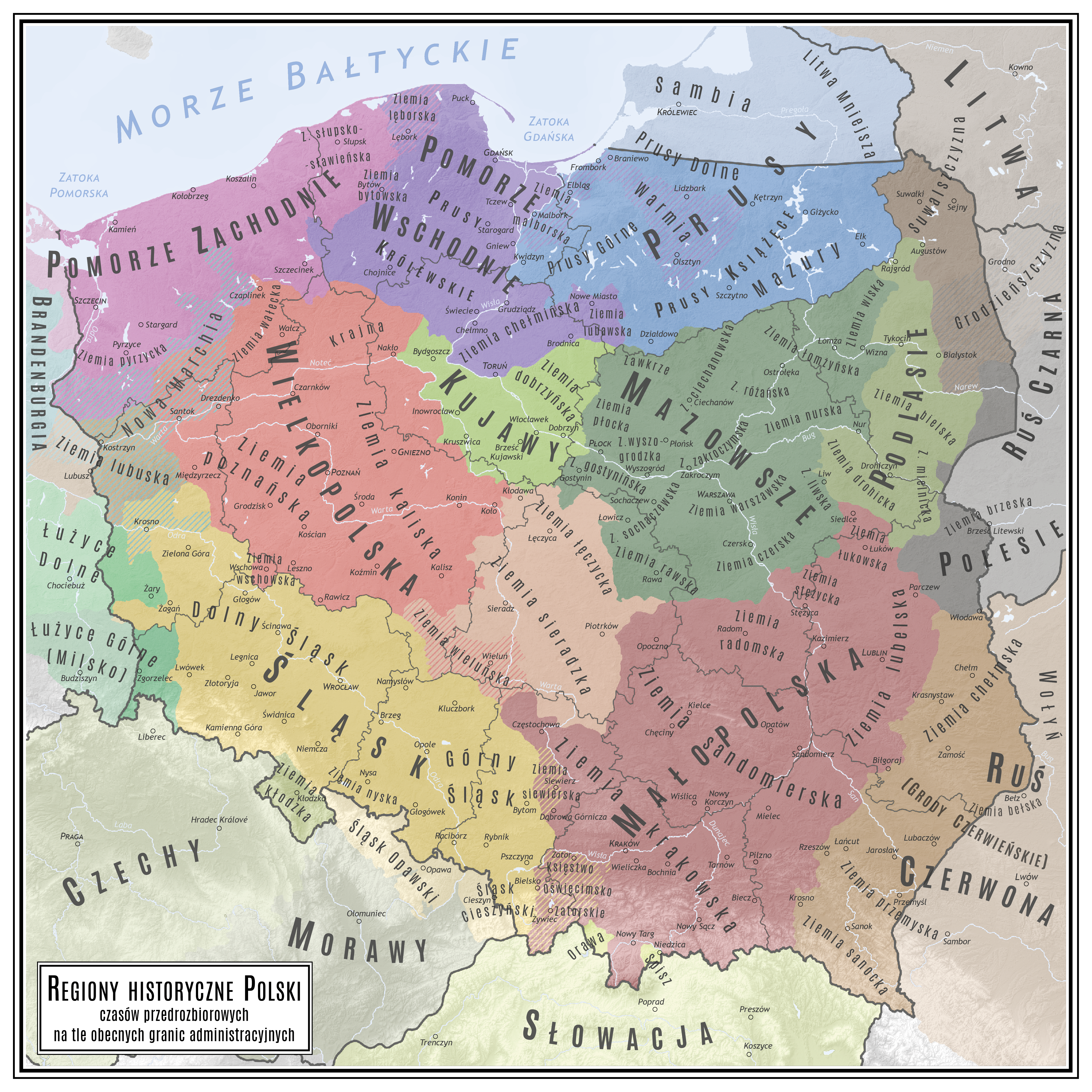
Ziemia ciechanowska, Mazowsze i inne krainy historyczne Polski na tle współczesnych granic administracyjnych

Dzieliła się na 3 powiaty: ciechanowski, przasnyski i sąchocki. Posiadała starostwo grodowe w Ciechanowie, gdzie wybierała 2 posłów na sejm walny, deputata na Trybunał Główny Koronny co piąty rok jednego.
| Powiat                       | Powierzchnia w km² |
| ---------------------------- | ------------------ |
| powiat ciechanowski          | 779                |
| powiat przasnyski            | 1852               |
| powiat sąchocki              | 350                |
| ziemia ciechanowska– Razem Σ | 2981               |